# Sicyopterus stimpsoni
Sicyopterus stimpsoni es una especie de pez de la familia Gobiidae.

## Morfología
Los machos pueden llegar a alcanzar los 19,8 cm de longitud total.

## Hábitat
Es un pez  de clima tropical y demersal.

## Distribución geográfica
Se encuentra en las Hawái